# 孙家钟
孙家钟（1929年12月7日—2013年2月24日），男，天津人，中國理论化学家，中国科学院院士。

## 生平
1929年12月7日出生于天津市。
1952年毕业于燕京大学化学系，同年分配吉林大学，12月任吉林大学化学系助教，在蔡镏生、唐敖庆等老一辈化学家率领下，参与了吉林大学化学学科的创建。1956年7月任吉林大学化学系讲师。1963年12月 吉林大学化学系副教授。1978年12月至1990年8月 吉林大学理论化学研究所教授，副所长，所长。1981年被评为博士生导师。1989年至今任吉林大学理论化学计算国家重点实验室主任，学术委员会主任。
1982年所参与的配位场理论方法研究成果，获国家自然科学一等奖。共发表学术论文150余篇，学术专著4部。1991年1月经评选被增补为中国科学院化学学部学部委员。
2013年2月24日，因病医治无效，在长春与世长辞，享年84岁。